# Радингер, Иоганн Эдлер
Иоганн Эдлер фон Радингер (нем. Johann Edler von Radinger; 31 июля 1842, Вена — 20 ноября 1901, там же) — австрийский инженер-механик, изобретатель, педагог, профессор и ректор Политехнического института в Вене. Академик.

## Биография
До 1863 года обучался в машиностроительной школе Политехнического института (ныне Венский технический университет) в Вене. Работал сотрудником (адъюнктом) Политехнического института (с 1867), доцентом (с 1875), профессором машиностроения (с 1879), деканом (1881—1885) и ректором (1891—1892).
Работал проектировщиком на многих промышленных предприятиях в Австро-Венгрии, включая прокатные, паровые, прядильные, ткацкие фабрики, лесопилки, кирпичные заводы, заводы по производству металлических изделий, нефтяные и химические заводы. В 1892 году был начальником участка, в ведении которого находилась государственная типография и главный монетный двор. В 1895 году избран президентом Австрийской ассоциации инженеров и архитекторов.

## Научная деятельность
Изобрёл метод Радингера для расчёта маховика, что позволило создавать более эффективные двигатели.
Известен своими многочисленными работами, в которых установил законы и условия, необходимые для спокойного и безопасного хода быстроходных паровых машин.
Был награжден Золотой медалью Ассоциации содействия развитию промышленности Пруссии. В 1900 году избран членом Австрийской академии наук.
Похоронен на Центральном кладбище Вены.

## Память
- В 1905 году его именем была названа улица Радингерштрассе в Вене.
- Перед Венским техническим университетом установлен бюст И. Радингера.

## Избранные публикации
- «Ueber Dampfmaschinen mit hoher Kolbengeschwindigkeit» (Вена, 1870; 3-е изд., ib., 1892);
- «Dampfmaschinen und Transmissionen in den Vereinigten Staaten von Nordamerika» (ib., 1879);
- «Ueber Krattvertheilung mit komprimierter Luft» (ib., 1889).